# 諸岡なほ子
諸岡 なほ子（もろおか なほこ、1975年4月19日 - ）は、日本の歌手・タレント・ファッションモデル・作詞家・旅リポーター。
旧本名・芸名は諸岡 菜穂子（読みは同じ）。中央大学総合政策学部卒業。福岡県大牟田市出身。身長168cm。 血液型はA型。作詞など、音楽活動のためにMONA（もな）という名義を使用する場合もある（「MOROOKA NAHOKO」からMONA）。

## 略歴
中学校在学中にドラマやアシスタント等でテレビ出演し、1988年文化放送第13回全日本歌謡選抜「'88スターは君だ!」でグランプリを受賞して芸能界デビューする。また上京し、都立高校に進学する。1991年3月23日『NHK新人歌謡コンテスト』でグランプリを受賞した。『ある日、不思議がやってきた』で歌手デビュー（当初は本名名義）。2枚目のシングル『真夏の快感』をリリース。同年11月24日にはアジア太平洋放送連合『Golden Kite World Song Festival in Malaysia』の日本代表に選ばれる。
1990年代は歌手や女優の活動が多かったが、歌手活動は低迷し、中央大学へ進学する。20代は鳴かず飛ばずの時代が続き、仕事がなく将来が不安であったと公式ブログ内で綴っている。現在も、仕事がなくなる恐怖感を持つことがあるとブログで心境告白することもある。
2000年以降は旅リポーターとしての活動が顕著であり『世界・ふしぎ発見!』の「ミステリーハンター」として活躍。
ブログの更新に熱心で、ほぼ毎日投稿もしくはコメントへの返事を書いている。また取材先までパソコンを持参し、日本語を入力できない環境の地域からでも、ローマ字で書き込む程である。豊富なミステリーハンターの体験をもとに、2007年4月に著書『地球のどこかの秘境から⁉︎ 不思議を求めて世界を旅する、泣き笑い4万キロ』を出版した。2011年4月入籍、同年5月28日放送の『世界ふしぎ発見』で結婚報告をした。
趣味は読書、散歩、旅行、インターネット。特技はチベット舞踏。デビュー当時の趣味はプロ野球観戦。本人ブログによると最近はサッカーが趣味としている。
デビュー時研音に所属、2007年10月サンココナッツを経て、2015年4月まではセント・フォース、現在は芸能プロダクション・イプシロン所属。

## 音楽作品

### シングル
- ある日、不思議がやってきた/早熟（1991年12月、Sony Records）諸岡菜穂子
- 真夏の快感/Shine On 輝きたいの（1992年6月、Sony Records）諸岡菜穂子
- 有罪（ギルティ）/地下鉄のアリス（1993年1月、Sony Records）諸岡菜穂子
- 泣いてばかりでいいじゃない/私の空の青 （1994年7月、Sony Records）諸岡菜穂子
- everyday is sunnyday/My Planetarium （1995年4月、Sony Records）諸岡菜穂子
- Future Nature E.P.（Good-bye Future/水際の人魚姫）（1999年6月、日本コロムビア）MONA。-- 2曲目『水際の人魚姫』の作詞も手がける。

### アルバム
- SPARKLE （1992年12月12日、Sony Records）
- AWAKE （1994年8月21日、Sony Records）

### 単独作品
- みんなの恋愛論 - NHK「みんなのうた」で1991年8月-9月に放送。『SPARKLE』収録。
- I Wanna Be Your Love（2002年7月） - MONA名義。コンピレーション・アルバム『JAM DOWN』への参加作品。

### 歌詞提供
- 「ときめきメモリアル Only Love」関連作品
キャラクターシングルVol.1-3及びオープニングテーマ曲の、いずれもカップリング曲を担当。
  - 天宮小百合（牧島有希） 「落書き」
  - 春日つかさ（吉川友佳子） 「NEVER GIVE UP☆」
  - 弥生水奈（藤田咲） 「ふたつぼし」
  - 牧島有希 『あなたのとなりで』
- クリスタル・ケイの7thアルバム『ALL YOURS』9曲目「ESCALATOR」、14曲目「Last Kiss」
- 光永泰一朗のデビューアルバム『僕はここにいるよ』5曲目「With You」、7曲目「ひとつぼし」を単独で手がける。他3曲を光永と共作。
- 中島美嘉の25thシングル「SAKURA～花霞～」を、長瀬弘樹（作曲者）と共作。

## 出演

### テレビドラマ
- キモチいい恋したい!（1990年、フジテレビ）松木奈摘 役
- 君だけに愛を（1991年、日本テレビ）
- 六畳一間一家六人（1992年、NHK総合）
- 笑ゥせぇるすまんスペシャル（実写版） （1992年、TBS）
- ボクたちのドラマシリーズ『放課後』（1992年、フジテレビ）若宮奈美 役

### 音楽系番組
- GiRL POP（1994年、テレビ神奈川） - パーソナリティ
- BEATRIX TV（2003年10-12月、テレビ神奈川） - 司会

### クイズ番組
- 世界・ふしぎ発見!
1993年5月「パリ編」からリポーターとして登場。レギュラーミステリーハンターとして特別番組を除く56回出演（2013年6月1日現在）。

#### 同番組出演日時・番組回数およびタイトルとその番組ホームページへの直接リンク一覧
- 1993/05/01 第349回『諸岡菜穂子の初心者入門　パリ物語』
- 2002/11/09 第801回『国境を越えた希望の架け橋　シベリア孤児を救え!』
- 2002/12/21 第807回『完全犯罪を暴く　ナポレオン殺人事件』
- 2003/03/01 第815回『ファド 魂の歌を聴け』
- 2003/05/31 第827回『封印されたメキシコ革命　日本人移民を救出せよ』
- 2003/08/02 第836回『ハワイ最後の女王　哀しみのアロハオエ』
- 2004/02/21 第860回『伝説のピアニスト原智恵子　愛と哀しみの調べ』
- 2004/06/12 第874回『熱砂に眠る街カラ・テパ　幻の古代遺跡を追え!』
- 2004/09/11 第887回『ミステリアス・ザンジバル　海を渡る風の物語』
- 2005/01/08 第900回『戊辰戦争外伝　海を渡った幻の会津国』
- 2005/07/02 第923回『シルクロード　幻の民ソグド 一万二千キロを駆け抜けた男たち』
- 2005/12/17 第944回『20世紀最大の天才　アインシュタインの真実』
- 2006/02/18 第951回『ナルニア国を探して　ファンタジーはこうして生まれた』
- 2006/03/04 第952回『皇女和宮　君ありてこそ』
- 2006/04/08 2006春スペシャル『世界4大極地を行く感動！子供激闘スペシャル』
- 2006/05/06 第959回『天空への道　エベレスト街道を行く！』
- 2006/08/26 第975回『激突！巨大山車のオペラ　ボイブンバに秘められたアマゾンの記憶』
- 2006/11/04 第984回『タイで修行だ！　タイガーテンプル！　情けは人のためならず！？』
- 2006/12/09 第989回『極上の中国・あなたの知らない上海へ』
- 2007/01/06 第992回『タージマハルに秘められた　インド5000年の奇跡！』
- 2007/02/10 第997回『あなたの知らないハワイ楽園紀行 -フラに秘められたほんとうのハワイ』
- 2007/03/17 祝1000回突破!!超拡大3時間スペシャル（キラウエア、ヒマラヤのレポート紹介）
- 2007/04/07 第1002回『太古の笛の音よ 響け! 神秘の泉に秘められた古代マヤの謎』
- 2007/05/26 第1009回『驚異のアンデス第2弾!  天空の巡礼　アンデス雲への旅』
- 2007/07/28 第1018回『徹底検証・カッパドキア！世界最大の地下都市を行く！』
- 2007/09/08 第1022回『フランス縦断776キロ　人生はセーヌと共に
- 2007/10/27 第1028回『アラスカ・マッキンリーに消えた冒険家　植村直己』
- 2007/12/08 第1034回『青海 チベット　天空の道を行く！』
- 2008/01/26 第1040回『古代史最大の英雄　ちょいワル親父の原点は、カエサルにあり?』
- 2008/10/25 第1074回『あなたの知らない、とっておきのポーランド』
- 2009/01/10 第1083回『いま世界が注目!　幸せの王国ブータン』
- 2009/02/14 第1088回『食って、食って、食いまくれ!　台湾　食べたら見えてくる』
- 2009/02/28 第1090回『あなたの知らない感動大陸　オーストラリア』
- 2009/04/11 第1095回『三国志ミステリー　天才孔明の野望』
- 2009/05/16 第1100回『利休と秀吉　茶の湯に秘められたミステリー』
- 2009/08/29 第1112回『戦国築城ミステリー　幻の安土城』
- 2009/10/31 第1120回『ミステリアス ポーランド　隠された謎の扉を開け!』
- 2009/12/05 第1125回『永久保存版！ 奇跡の絶景　九寨溝』
- 2010/01/30 第1131回『－40℃極北カナダでオーロラ大研究　宇宙からのメッセージ』
- 2010/02/13 第1133回『雲南大紀行　天使の歌声と神秘の奇祭！』
- 2010/05/15 第1144回『砂漠に蘇る死者ミイラで解く古代アンデス文明』
- 2010/06/12 第1148回『風と水の王国　オランダ誕生の秘密!』
- 2010/07/24 第1153回『イスタンブールから地中海へ!海の古代文明紀行』
- 2010/09/11 第1159回『江戸三百年の光と影　大奥』
- 2011/02/05 第1174回『ブラジル珍獣紀行! 熱帯草原と巨大哺乳類の謎!』HP1174
- 2011/03/19 第1179回『江戸の貿易戦争　日本を鎖国させよ!』HP1179
- 2011/05/21 第1187回『ネパール大紀行　ヒマラヤと女神に守られし大地』HP1187
- 2011/05/28 第1188回『絵葉書の中を歩こう　ポルトガル幸せ紀行』HP1188
- 2011/10/15 第1203回『北前船　みちのく丸の冒険』HP1203
- 2012/05/05 第1228回『黄金と水と微笑みの国　新・ミャンマー紀行』HP1228
- 2012/09/08 第1245回『黒柳徹子が行く！中国四川省　パンダ最前線』HP1245
- 2012/11/03 第1251回『チリ→アルゼンチン奇跡の花園と天空のアンデス』HP1251
- 2012/12/08 第1256回『踊る神々 あなたの知らないもう一つのタイ』HP1256
- 2013/03/09 第1266回『春よ来い！知られざるアルプスの熱い冬』HP1266
- 2013/06/01 第1276回『奇跡のリンゴ フランス・農村へ行こう！大地の美食レストラン』HP1276

### 番組・その他
- 住人十色（2009年11月7日 - 毎日放送）訪問者（不定期出演）
- 古地図片手に… ぶらり東海道五十三次路線バスの旅（2013年10月14日 - BS朝日）

### 映画
- 高校教師 （1993年、東宝）

### ラジオ番組
- 思いっきりYランド（パーソナリティ 1990年、文化放送）
- シンデレラステーション （1992年4月-9月、文化放送）
- ミュージックステーション（1992年-1993年、文化放送）
- GO! GO! WEEKEND （1994年-1995年、FMヨコハマ）
- ミュージックジャングル（1995年、文化放送）

### CM
- 日本自動車工業会、シートベルト （1991年）
- ONKYOコンポ、ESSAY・BEAM （1991年）
- 日本テレコム、テレコムカード （1995年）
- MORITA、シルクウォーター （1999年）
- ホンダ、HR-V （2000年）
- カルビー、ア・ラ・ポテト （2000年）
- 旭化成、ハイリキレモン ボトル缶 シークァーサーブレンド （2001年）
- 日立製作所、ITで解決! ワコール編 （2001年）
- 花王ビオレ、さらさらパウダーシート （2002年）
- 日本リーバ、ジフ ジェルスプレー （2004年）

### 広告写真等
- 横河電機、イメージ、カレンダー等 （1991年）
- 大塚食品、マンナンライフ マンナン小町 （1999年）
- NTTドコモ、ポケットボード Pure （1999年）
- 花王、CUREL スキンケアコットン （1999年）
- GATEWAY、企業イメージ 24時間サポート（2000年10月-12月）
- 花王、Will クリアミスト （2000年12月）
- ユニクロ、カタログ、パネルなど （2001年1月-3月）
- NIKON、コンパクトカメラカタログ （2001年7月-2002年7月）

### 雑誌
- DTMマガジン（2003年8月-2004年2月、寺島情報企画） - 付属DVDの連載番組 "SOL 2 Meets You!" で司会を務める

### イベント等
- 試合直前トーク&ライブ I love 武蔵野Goldenハンター （味の素スタジアム 2007年5月5日） SweetHome20070505
- 日立 世界ふしぎ発見! GO!GO! 科学教室 （品川インターシティホール 2007年5月20日） SweetHome20070520
- 地球のどこかの秘境からの招待状〜ヒマラヤ〜 インスタレーション（写真展&トーク） （IID世田谷ものづくり学校 2007年7月16日） SweetHome20070716
- インスタレーション（写真展&トーク）＠HOMETOWN　（大牟田市宮部の森cafe nei 2007年8月4日、5日）

## 著書
- 地球のどこかの秘境から!?不思議を求めて世界を旅する、泣き笑い4万キロ（2007年4月、実業之日本社 isbn9784408106908）